# Schwimm- und Sportverein Ulm 1846 1999-2000
Questa voce raccoglie le informazioni riguardanti il Schwimm- und Sportverein Ulm 1846 nelle competizioni ufficiali della stagione 1999-2000.

## Stagione
Nella stagione 1999-2000 l'Ulm, allenato da Martin Andermatt, concluse il campionato di Bundesliga al 16º posto e fu retrocesso in 2. Bundesliga. In Coppa di Germania l'Ulm fu eliminato agli ottavi di finale dal Werder Brema.

## Rosa
| N. |                        | Ruolo | Calciatore       |
| -- | ---------------------- | ----- | ---------------- |
| 1  | Germania (bandiera)    | P     | Philipp Laux     |
| 2  | Germania (bandiera)    | D     | Marco Konrad     |
| 3  | Germania (bandiera)    | D     | Frank Kinkel     |
| 4  | Germania (bandiera)    | D     | Joachim Stadler  |
| 5  | Germania (bandiera)    | D     | Uwe Grauer       |
| 6  | Germania (bandiera)    | C     | Oliver Otto      |
| 7  | Germania (bandiera)    | C     | Markus Pleuler   |
| 8  | Ungheria (bandiera)    | D     | Tamás Bódog      |
| 9  | Paesi Bassi (bandiera) | A     | Hans van de Haar |
| 10 | Polonia (bandiera)     | C     | Janusz Góra      |
| 11 | Serbia (bandiera)      | A     | Dragan Trkulja   |
| 14 | Germania (bandiera)    | D     | János Radoki     |
| 15 | Germania (bandiera)    | D     | Oliver Unsöld    |
| 16 | Germania (bandiera)    | C     | Thomas Motzke    |
| 17 | Germania (bandiera)    | P     | Oliver Tuzyna    |

| N. |                              | Ruolo | Calciatore        |
| -- | ---------------------------- | ----- | ----------------- |
| 18 | Germania (bandiera)          | C     | Rainer Scharinger |
| 19 | Germania (bandiera)          | C     | Bernd Maier       |
| 20 | Germania (bandiera)          | A     | Sascha Rösler     |
| 21 | Angola (bandiera)            | D     | Rui Marques       |
| 23 | Australia (bandiera)         | A     | David Zdrilić     |
| 25 | Germania (bandiera)          | C     | Ralf Zimmermann   |
| 26 | Turchia (bandiera)           | C     | Ünal Demirkiran   |
| 27 | Germania (bandiera)          | D     | Udo Schrötter     |
| 28 | Germania (bandiera)          | C     | Marco Mangold     |
| 30 | Germania (bandiera)          | P     | Holger Betz       |
| 33 | Brasile (bandiera)           | A     | Leandro           |
| 13 | Germania (bandiera)          | D     | Andreas Saur      |
| 22 | Trinidad e Tobago (bandiera) | C     | Evans Wise        |
| 34 | Germania (bandiera)          | A     | Serdar Erdinc     |

## Organigramma societario
Area tecnica
- Allenatore: Martin Andermatt
- Allenatore in seconda: Rolf Baumann, Hans Kodric
- Preparatore dei portieri: Ralf Santelli
- Preparatori atletici:

## Calciomercato

### Sessione estiva
| Acquisti | Acquisti          | Acquisti       | Acquisti |
| R.       | Nome              | da             | Modalità |
| -------- | ----------------- | -------------- | -------- |
| A        | Leandro           | Yverdon        |          |
| A        | Serdar Erdinc     | SpVgg Au/Iller |          |
| D        | Uwe Grauer        | Uerdingen 05   |          |
| D        | János Radoki      | Greuther Fürth |          |
| D        | Rui Marques       | Baden          |          |
| C        | Rainer Scharinger | Karlsruhe      |          |
| P        | Oliver Tuzyna     | Ditzingen      |          |
| A        | Hans van de Haar  | Uerdingen 05   |          |

| Cessioni | Cessioni         | Cessioni    | Cessioni |
| R.       | Nome             | a           | Modalità |
| -------- | ---------------- | ----------- | -------- |
| C        | Dragan Buterin   | Pfullendorf |          |
| A        | Miguel Coulibaly | Aalen       |          |
| D        | Torsten Menck    | Aalen       |          |
| D        | Ivica Pirić      | NK Zagabria |          |
| A        | Neno Rogosic     | Aalen       |          |
| C        | Simon Sešlar     | Maribor     |          |

### Sessione invernale
| Acquisti | Acquisti | Acquisti | Acquisti |
| R.       | Nome     | da       | Modalità |
| -------- | -------- | -------- | -------- |

| Cessioni | Cessioni | Cessioni | Cessioni |
| R.       | Nome     | a        | Modalità |
| -------- | -------- | -------- | -------- |

## Risultati

### Bundesliga

#### Girone di andata
| Arbitro: | Fröhlich |

|                 |           |                  |
| Góra 48’ (rig.) | Marcatori | 2’ (aut.) Grauer |

| Arbitro: | Meyer |

|                                            |           |            |
| Max 19’, 25’ Häßler 23’ (rig.) Paßlack 31’ | Marcatori | 17’ Unsöld |

| Arbitro: | Koop |

|  |           |           |
|  | Marcatori | 12’ Bobic |

| Arbitro: | Fandel |

|                     |           |          |
| Oswald 4’ Agali 90’ | Marcatori | 79’ Góra |

| Arbitro: | Strampe |

|                            |           |  |
| Zdrilić 15’ Scharinger 27’ | Marcatori |  |

| Arbitro: | Keßler |

|                          |           |                                |
| Baumann 16’ Maksimov 82’ | Marcatori | 60’ Zdrilić 75’ (rig.) de Haar |

| Arbitro: | Aust |

|             |           |                       |
| Trkulja 74’ | Marcatori | 86’ Hoogma 90’ Yeboah |

| Arbitro: | Wagner |

|                                         |           |             |
| Živković 12’ Kirsten 14’, 18’ Ponte 67’ | Marcatori | 90’ Stadler |

| Arbitro: | Dardenne |

|          |           |  |
| Otto 35’ | Marcatori |  |

| Duisburg 30 ottobre 1999, ore 15:30 CEST 10ª giornata | Duisburg  | 0 – 0 referto | Ulma | Wedaustadion (13 417 spett.)\| Arbitro: \| Steinborn \| |
| Arbitro:                                              | Steinborn |               |      |                                                         |

| Arbitro: | Merk |

|  |           |             |
|  | Marcatori | 44’ Jancker |

| Arbitro: | Krug |

|                       |           |  |
| Dundee 16’ Gerber 82’ | Marcatori |  |

| Arbitro: | Wack |

|                 |           |          |
| Sand 45’ (aut.) | Marcatori | 76’ Sand |

| Arbitro: | Buchhart |

|                                   |           |  |
| Wosz 2’ Sverrisson 66’ Preetz 73’ | Marcatori |  |

| Arbitro: | Fröhlich |

|                               |           |                  |
| Góra 3’ de Haar 19’ Bódog 23’ | Marcatori | 55’ (aut.) Bódog |

| Arbitro: | Sippel |

|              |           |                  |
| Biliškov 62’ | Marcatori | 37’, 48’ de Haar |

| Arbitro: | Albrecht |

|                                       |           |  |
| Leandro 9’ Scharinger 48’ Zdrilić 69’ | Marcatori |  |

#### Girone di ritorno
| Arbitro: | Merk |

|                  |           |  |
| Slimane 23’, 80’ | Marcatori |  |

| Arbitro: | Jansen |

|                                    |           |  |
| Otto 4’ de Haar 14’ Scharinger 73’ | Marcatori |  |

| Arbitro: | Steinborn |

|              |           |           |
| Herrlich 21’ | Marcatori | 60’ Bódog |

| Arbitro: | Stark |

|             |           |            |
| de Haar 83’ | Marcatori | 37’ Wibrån |

| Arbitro: | Heynemann |

|                                      |           |            |
| Bode 14’, 33’ Weissenberger 17’, 86’ | Marcatori | 6’ Pleuler |

| Arbitro: | Wagner |

|                  |           |            |
| de Haar 15’, 51’ | Marcatori | 68’ Ailton |

| Arbitro: | Meyer |

|              |           |                          |
| Gravesen 90’ | Marcatori | 35’ Scharinger 65’ Maier |

| Arbitro: | Krug |

|             |           |                                                                                               |
| Leandro 90’ | Marcatori | 10’, 39’ Emerson 14’ Rink 19’ Kirsten 68’ Neuville 74’, 81’ Roberto 75’ Ballack 85’ Schneider |

| Arbitro: | Jansen |

|                    |           |  |
| Stadler 84’ (aut.) | Marcatori |  |

| Arbitro: | Aust |

|  |           |                                  |
|  | Marcatori | 33’ Beierle 38’ Hirsch 76’ Spies |

| Arbitro: | Koop |

|                                                            |           |  |
| Scholl 20’ Sérgio 23’ (rig.) Jancker 63’ Wojciechowski 84’ | Marcatori |  |

| Arbitro: | Krug |

|             |           |           |
| Leandro 71’ | Marcatori | 3’ Bordon |

| Gelsenkirchen 14 aprile 2000, ore 20:00 CEST 30ª giornata | Schalke 04 | 0 – 0 referto | Ulma | Parkstadion (30 800 spett.)\| Arbitro: \| Keßler \| |
| Arbitro:                                                  | Keßler     |               |      |                                                     |

| Arbitro: | Meyer |

|  |           |            |
|  | Marcatori | 51’ Rehmer |

| Arbitro: | Wack |

|                                                          |           |                  |
| Tare 40’, 58’, 85’ Grauer 54’ (aut.) Pettersson 61’, 82’ | Marcatori | 36’, 70’ Zdrilić |

| Arbitro: | Jansen |

|                        |           |  |
| Zdrilić 9’ de Haar 87’ | Marcatori |  |

| Arbitro: | Krug |

|                            |           |             |
| Salou 24’ Heldt 90’ (rig.) | Marcatori | 40’ de Haar |

### Coppa di Germania
| Arbitro: | Hauer |

|  |           |                       |
|  | Marcatori | 43’ Bódog 50’ de Haar |

| Arbitro: | Zerr |

|  |           |                                |
|  | Marcatori | 42’ (rig.) Trkulja 48’ de Haar |

| Arbitro: | Heynemann |

|                  |           |             |
| Pizarro 21’, 88’ | Marcatori | 33’ Leandro |

## Statistiche

### Statistiche di squadra
| Competizione      | Punti | In casa | In casa | In casa | In casa | In casa | In casa | In trasferta | In trasferta | In trasferta | In trasferta | In trasferta | In trasferta | Totale | Totale | Totale | Totale | Totale | Totale | DR  |
| Competizione      | Punti | G       | V       | N       | P       | Gf      | Gs      | G            | V            | N            | P            | Gf           | Gs           | G      | V      | N      | P      | Gf     | Gs     | DR  |
| ----------------- | ----- | ------- | ------- | ------- | ------- | ------- | ------- | ------------ | ------------ | ------------ | ------------ | ------------ | ------------ | ------ | ------ | ------ | ------ | ------ | ------ | --- |
| Bundesliga        | 35    | 17      | 7       | 4       | 6       | 22      | 23      | 17           | 2            | 4            | 11           | 14           | 39           | 34     | 9      | 8      | 17     | 36     | 62     | -26 |
| Coppa di Germania | -     | 0       | 0       | 0       | 0       | 0       | 0       | 3            | 2            | 0            | 1            | 5            | 2            | 3      | 2      | 0      | 1      | 5      | 2      | +3  |
| Totale            | 35    | 17      | 7       | 4       | 6       | 22      | 23      | 20           | 4            | 4            | 12           | 19           | 41           | 37     | 11     | 8      | 18     | 41     | 64     | -23 |

### Andamento in campionato
| Giornata  | 1 | 2  | 3  | 4  | 5  | 6  | 7  | 8  | 9  | 10 | 11 | 12 | 13 | 14 | 15 | 16 | 17 | 18 | 19 | 20 | 21 | 22 | 23 | 24 | 25 | 26 | 27 | 28 | 29 | 30 | 31 | 32 | 33 | 34 |
| --------- | - | -- | -- | -- | -- | -- | -- | -- | -- | -- | -- | -- | -- | -- | -- | -- | -- | -- | -- | -- | -- | -- | -- | -- | -- | -- | -- | -- | -- | -- | -- | -- | -- | -- |
| Luogo     | C | T  | C  | T  | C  | T  | C  | T  | C  | T  | C  | T  | C  | T  | C  | T  | C  | T  | C  | T  | C  | T  | C  | T  | C  | T  | C  | T  | C  | T  | C  | T  | C  | T  |
| Risultato | N | P  | P  | P  | V  | N  | P  | P  | V  | N  | P  | P  | N  | P  | V  | V  | V  | P  | V  | N  | N  | P  | V  | V  | P  | P  | P  | P  | N  | N  | P  | P  | V  | P  |
| Posizione | 6 | 17 | 17 | 17 | 16 | 16 | 16 | 16 | 16 | 16 | 16 | 16 | 16 | 17 | 16 | 15 | 15 | 15 | 14 | 13 | 14 | 14 | 13 | 12 | 13 | 13 | 15 | 15 | 15 | 15 | 16 | 16 | 16 | 16 |

Legenda:

Luogo: C = Casa; T = Trasferta. Risultato: V = Vittoria; N = Pareggio; P = Sconfitta.

### Statistiche dei giocatori
| Giocatore     | Bundesliga | Bundesliga | Bundesliga  | Bundesliga | Coppa di Germania | Coppa di Germania | Coppa di Germania | Coppa di Germania | Totale   | Totale | Totale      | Totale     |
| Giocatore     | Presenze   | Reti       | Ammonizioni | Espulsioni | Presenze          | Reti              | Ammonizioni       | Espulsioni        | Presenze | Reti   | Ammonizioni | Espulsioni |
| ------------- | ---------- | ---------- | ----------- | ---------- | ----------------- | ----------------- | ----------------- | ----------------- | -------- | ------ | ----------- | ---------- |
| H. Betz       | 0          | 0          | 0           | 0          | 0                 | 0                 | 0                 | 0                 | 0        | 0      | 0           | 0          |
| T. Bódog      | 23         | 2          | 7           | 0          | 2                 | 1                 | 1                 | 0                 | 25       | 3      | 8           | 0          |
| Ü. Demirkiran | 2          | 0          | 0           | 0          | 1                 | 0                 | 0                 | 0                 | 3        | 0      | 0           | 0          |
| S. Erdinc     | 0          | 0          | 0           | 0          | 0                 | 0                 | 0                 | 0                 | 0        | 0      | 0           | 0          |
| U. Grauer     | 16         | 0          | 3           | 1          | 2                 | 0                 | 0                 | 0                 | 18       | 0      | 3           | 1          |
| J. Góra       | 25         | 3          | 5           | 0          | 3                 | 0                 | 1                 | 0                 | 28       | 3      | 6           | 0          |
| F. Kinkel     | 11         | 0          | 3           | 0          | 0                 | 0                 | 0                 | 0                 | 11       | 0      | 3           | 0          |
| M. Konrad     | 4          | 0          | 1           | 0          | 0                 | 0                 | 0                 | 0                 | 4        | 0      | 1           | 0          |
| P. Laux       | 34         | 0          | 0           | 0          | 3                 | 0                 | 0                 | 0                 | 37       | 0      | 0           | 0          |
| L. Leandro    | 25         | 3          | 3           | 0          | 1                 | 1                 | 0                 | 0                 | 26       | 4      | 3           | 0          |
| B. Maier      | 24         | 1          | 2           | 0          | 2                 | 0                 | 0                 | 0                 | 26       | 1      | 2           | 0          |
| M. Mangold    | 0          | 0          | 0           | 0          | 0                 | 0                 | 0                 | 0                 | 0        | 0      | 0           | 0          |
| R. Marques    | 32         | 0          | 3           | 0          | 2                 | 0                 | 0                 | 0                 | 34       | 0      | 3           | 0          |
| T. Motzke     | 0          | 0          | 0           | 0          | 0                 | 0                 | 0                 | 0                 | 0        | 0      | 0           | 0          |
| O. Otto       | 33         | 2          | 4           | 1          | 3                 | 0                 | 0                 | 0                 | 36       | 2      | 4           | 1          |
| M. Pleuler    | 19         | 1          | 4           | 0          | 2                 | 0                 | 0                 | 0                 | 21       | 1      | 4           | 0          |
| J. Radoki     | 25         | 0          | 2           | 2          | 3                 | 0                 | 0                 | 0                 | 28       | 0      | 2           | 2          |
| S. Rösler     | 26         | 0          | 5           | 0          | 3                 | 0                 | 0                 | 0                 | 29       | 0      | 5           | 0          |
| A. Saur       | 0          | 0          | 0           | 0          | 0                 | 0                 | 0                 | 0                 | 0        | 0      | 0           | 0          |
| R. Scharinger | 29         | 4          | 4           | 0          | 3                 | 0                 | 0                 | 0                 | 32       | 4      | 4           | 0          |
| U. Schrötter  | 0          | 0          | 0           | 0          | 0                 | 0                 | 0                 | 0                 | 0        | 0      | 0           | 0          |
| J. Stadler    | 31         | 1          | 3           | 1          | 3                 | 0                 | 0                 | 0                 | 34       | 1      | 3           | 1          |
| D. Trkulja    | 20         | 1          | 3           | 0          | 3                 | 1                 | 1                 | 0                 | 23       | 2      | 4           | 0          |
| O. Tuzyna     | 0          | 0          | 0           | 0          | 0                 | 0                 | 0                 | 0                 | 0        | 0      | 0           | 0          |
| O. Unsöld     | 33         | 1          | 4           | 0          | 2                 | 0                 | 0                 | 0                 | 35       | 1      | 4           | 0          |
| E. Wise       | 9          | 0          | 0           | 1          | 1                 | 0                 | 0                 | 0                 | 10       | 0      | 0           | 1          |
| D. Zdrilić    | 22         | 6          | 2           | 0          | 0                 | 0                 | 0                 | 0                 | 22       | 6      | 2           | 0          |
| R. Zimmermann | 0          | 0          | 0           | 0          | 0                 | 0                 | 0                 | 0                 | 0        | 0      | 0           | 0          |
| H. de Haar    | 25         | 10         | 3           | 1          | 3                 | 2                 | 2                 | 0                 | 28       | 12     | 5           | 1          |